# Goldenes Brett vorm Kopf
Das Goldene Brett vorm Kopf oder kurz das Goldene Brett ist ein Negativpreis, der von einer deutsch-österreichischen Initiative vergeben wird. Ausgezeichnet wird der nach Ansicht der Jury „erstaunlichste pseudowissenschaftliche Unfug“ des Jahres im deutschsprachigen Raum. Der Preis wurde erstmals 2011 im Rahmen der Skeptiker-Konferenz in Wien vergeben. Von 2016 bis 2018 wurde er parallel auch in Hamburg verliehen. Die Organisation in Wien übernimmt die dortige Regionalgruppe der Gesellschaft zur wissenschaftlichen Untersuchung von Parawissenschaften (GWUP), die Gesellschaft für kritisches Denken (GkD). In Hamburg war die Veranstaltung eine Zusammenarbeit von Science-Slam-Organisatoren und der Forschungseinrichtung DESY. Die bisher letzte Verleihung fand 2023 statt.

## Verfahren
Über das Internet können Kandidaten nominiert werden. Aus den Nominierungen wählt eine Fachjury drei Top-Kandidaten aus. In die Bewertung fließen dabei ein: Grad der Abwegigkeit, Kritikresistenz, kommerzielles Interesse, Aktionsradius, Pseudowissenschaft und Gefahrenpotenzial. Im Rahmen einer öffentlichen Preisverleihung werden diese drei Kandidaten durch jeweils einen Laudator in einer ironischen Rede vorgestellt. Die drei Kandidaten können zu ihrer Nominierung Stellung nehmen. Anschließend wird der Sieger bekannt gegeben, der eine goldene Statue mit einem Brett vor dem Kopf überreicht bekommt und die Möglichkeit hat, eine Dankesrede zu halten. 2012 bestand die Fachjury unter anderem aus Heinz Oberhummer (Physiker), Werner Gruber (Physiker), Johannes Grenzfurthner (Künstler) sowie den Laudatoren Mario Sixtus (Journalist), El Awadalla (Schriftstellerin) und Niko Alm (Unternehmer).
Im Jahr 2012 wurde erstmals auch ein Preis für das Lebenswerk vergeben. Ausgezeichnet wird eine Person, die sich nach Meinung der Jury „jahrzehntelang mit besonders beeindruckender Resistenz gegen wissenschaftliche Fakten einen Namen gemacht hat“.
Die Preisverleihung wurde 2012 vom österreichischen Verein für Konsumenteninformation sowie seit 2013 vom Deutschen Konsumentenbund finanziell unterstützt.
Im Jahr 2015 war die österreichische Zweigstelle der Cochrane Collaboration ein Kooperationspartner. In Wien wurde die Veranstaltung bis 2020 durch den Journalisten Martin Thür moderiert, 2023 und 2024 durch Martin Puntigam.

## Preisträger und Nominierungen
| Jahr | Lebenswerk                                                       | Preisträger | Weitere Nominierte | Laudatoren | Showteil |
| ---- | ---------------------------------------------------------------- | --- | --- | --- | --- |
| 2011 | nicht vergeben                                                   | Peter-Arthur Straubinger und sein Film „Am Anfang war das Licht“                                                                            | - Claudia von Werlhof (künstliche Erdbeben mittels HAARP) - Mario-Max zu Schaumburg-Lippe (Reichtums-Elixier)                                                                               | - Anne Frütel auf Claudia von Werlhof - Robert Misik auf Prinz zu Schaumburg-Lippe - Werner Gruber auf Straubinger | nicht gehalten |
| 2012 | Erich von Däniken                                                | Harald Walach von der Europa-Universität Viadrina (Esoterik und Alternativmedizin)                                                          | - Dieter Broers (Weltuntergangsprognosen) - Österreichische Ärztekammer (Therapiemethoden ohne Wirksamkeitsnachweis)                                                                        | - Niko Alm auf Dieter Broers - Mario Sixtus auf Harald Walach - El Awadalla auf die Österreichische Ärztekammer - Science Busters auf Dieter Broers | - Johannes Grenzfurthner |
| 2013 | Ruediger Dahlke                                                  | Verein „Homöopathen ohne Grenzen“ (Einsatz von Homöopathie in Krisengebieten)                                                               | - Lebensmittelkette Spar (Verkauf von Granderwasser) - Politiker und Mediziner Marcus Franz (Behauptungen zu Homosexualität)                                                                | - Lorenz Meyer (Alter Ego Sheng Fui) auf Spar - Claudia Wild auf Marcus Franz - Renée Schroeder auf Homöopathen ohne Grenzen - Niko Alm auf Rüdiger Dahlke | - Harald Havas |
| 2014 | Jochen Kopp – Kopp Verlag                                        | Der Sänger Xavier Naidoo (rechte Verschwörungsparanoia)                                                                                     | - Netzwerk Impfentscheid (für die Verbreitung gefährlicher Falschinformationen zum Thema Impfen) - NRW-Gesundheitsministerin Barbara Steffens (Pseudowissenschaftlichkeit an Universitäten) | - Michael Freissmuth (MedUni Wien) auf das Netzwerk Impfentscheid - Martin Moder (europäischer Science Slam Champion 2014) auf Barbara Steffens - Alexa Waschkau auf Xavier Naidoo - Niko Alm auf Jochen Kopp | - James Randi (bis 2012 Verleiher des ähnlichen Pigasus Awards) - Florian Scheuba                                                          |
| 2015 | Matthias Rath                                                    | Stefan Lanka (Virenleugner und Impfgegner)                                                                                                  | - Jim Humble (Vermarktung von MMS als Wundermittel) - Susanne Winter (Politikerin mit Sympathie für Esoterik, Klimawandel-Leugnerin)                                                        | - Kurt Kotrschal auf Susanne Winter - Caroline Snijders (Skeptikerin und Mentorin) auf Jim Humble - Boris Lemmer (Physiker und Scienceslammer) auf Stefan Lanka - Ben Goldacre auf Matthias Rath | - Bernhard Hoëcker |
| 2016 | Zentrum der Gesundheit                                           | Ryke Geerd Hamer (Wunderheiler) | - Roland Düringer (Förderung von Verschwörungstheorien) - Krebszentrum Brüggen-Bracht (pseudomedizinische Aussagen zur Krebsentstehung und -therapie)                                       | In Wien: - Judith Denkmayr (VICE Austria) auf Ryke Geerd Hamer - Sebastian Huber & Fritz Jergitsch (Die Tagespresse) auf Roland Düringer - Sebastian Bartoschek auf Krebszentrum Brüggen-Bracht In Hamburg: - Stefan Niggemeier - Lorenz Meyer (Bildblog, Sheng Fui) auf Ryke Geerd Hamer - Mai Thi Nguyen-Kim (The Secret Life of Scientists) - Eckart von Hirschhausen vergibt das Lebenswerk per Videobotschaft | Side-Act in Wien: - Mark Benecke Gäste in Hamburg: - Armin Himmelrath - Marcus Rohwetter - Julia Offe                                      |
| 2017 | Cornelia Bajic und Deutscher Zentralverein homöopathischer Ärzte | Peter Fitzek (Esoteriker, Gründer einer Reichsbürgerorganisation)                                                                           | - Johannes Huber (Wissenschaftler und Esoteriker) - Andrew Wakefield (Impfgegner, Filmemacher)                                                                                              | In Wien: - Elisabeth Oberzaucher - Alwin Schönberger (Profil wissen, Leiter des Wissenschaftsressorts von Profil) - Ulla Kramar-Schmid (ORF, zib2) - Edzard Ernst In Hamburg: - Lydia Benecke - Alexa und Alex Waschkau - Armin Himmelrath | Side Act in Wien: - Lisa Eckhart Gäste in Hamburg: - Julia Offe (Organisatorin des Science Slam, Wissenschaftsjournalistin, Neurobiologin) |
| 2018 | Demeter                                                          | Das Krankenhaus Nord in Wien, gemeinsam mit dem Energetiker Christoph Fasching, der einen „energetischen Schutzwall“ um das Krankenhaus zog | - Christina von Dreien (Esoterik-Wunderkind) - Hans Tolzin (Molkereifachmann und Betreiber von Websites gegen evidenzbasierte Medizin)                                                      | In der Urania in Wien: - Sylvia Margret Steinitz, Kolumnistin beim Stern - Christian Kreil, “Stiftung Guru-Check” beim Standard - Lisz Hirn, Philosophin - Erich Eder, Biologe an der Universität Wien Im Altonaer Museum in Hamburg: - Matthias Grübel, Autor bei Extra 3 - Nicola Kuhrt, Wissenschaftsjournalistin - Marcus Rohwetter, Kolumnist bei der ZEIT                                                    | Side Act in Wien: - Christoph & Lollo Side Act in Hamburg: - Manuel Muerte                                                                 |
| 2019 | Granderwasser                                                    | Hevert-Arzneimittel (Homöopathika-Hersteller)                                                                                               | - Dieter Köhler und die Unterzeichner seiner Stellungnahme - International Foundation for Original Play (Spielkonzept)                                                                      | | - Christoph Krall |
| 2020 | Ken Jebsen (KenFM)                                               | Sucharit Bhakdi (Mikrobiologe, für seine Behauptungen zur COVID-19-Pandemie)                                                                | - Michael Ballweg (Unternehmer und Gründer der Querdenken 711-Initiative) - Attila Hildmann (Kochbuchautor und Verbreiter von Falschinformationen zur COVID-19-Pandemie)                    | - Alexa und Alex Waschkau auf Attila Hildmann - Krista Federspiel auf Sucharit Bhakdi - Katharina Nocun auf Michael Ballweg - Ulrich Berger auf Ken Jebsen | entfiel, weil online-Veranstaltung |
| 2023 | Daniele Ganser                                                   | Ulrike Guérot („die plagiierende Politikwissenschaftlerin, die zu Corona sehr viel zu sagen hat“)                                           | - Stefan Homburg („der Held der Querdenker-Szene“) - Ferdinand Wegscheider („die Alternativsatire gegen Klimaschutz und gEnSPritZen“)                                                       | - Daniela Angetter-Pfeiffer auf Ulrike Guerot - Adelheid Kastner auf Stefan Homburg - Gerald Gartlehner auf Ferdinand Wegscheider - Martin Thür auf Daniele Ganser | - Marco Pogo - Andre Wolf |
| 2024 | Ivo Sasek                                                        | Healy der Firma Healy World GmbH, Berlin (pseudowissenschaftliches Wellnessgerät mit Quantengeschwurbel)                                    | - AUF1 (Verbreitung von Verschwörungstheorien und wissenschaftsfeindlicher Propaganda) - Österreichische Tierärztekammer („aggressives Propagieren von pseudomedizinischen Methoden“)       | - Nuno Maulide auf AUF1 - Sigrid Pilz auf die Österreichische Tierärztekammer - Oliver Vitouch auf Healy - Hugo Stamm auf Ivo Sasek | - Stefanie Allworth von Chemie on Tour - Stefanie Sargnagel                                                                                |

## Medienecho
Das Medienecho reicht von zahlreichen Erwähnungen in der Blogosphäre wie bei ScienceBlogs (Astrodicticum Simplex, Kritisch gedacht oder Fischblog und Mathlog) bis hin zu österreichischen Medien wie Der Standard, Die Presse, orf.at, News,Heute und Vice.
Ferner berichtet auch das Wissenschaftsformat IQ – Wissenschaft und Forschung von Bayern 2 über den Preis, 2015 berichtete der ORF im ZIBflash über die Preisverleihung. Weitere Erwähnungen erfolgten in der taz, der Berliner Zeitung sowie in der Basler Zeitung.
Unter dem Titel Denkzettel für Scharlatane veröffentlichte die Frankfurter Rundschau einen Beitrag. 2014 wurde der Preis im Magazin Rolling Stone und bei Futurezone erwähnt.
2015 berichtete u. a. die Zeitschrift Laborwelt unter dem Titel: Aids-Leugner erhält „Goldenes Brett“ und im Standard unter dem Titel Goldenes Brett: Schmähpreis für einen Aids-Leugner und Impfgegner. 2016 berichteten Spiegel Online, das Nachtmagazin der ARD, Standard.at sowie das ProSieben-Magazin Galileo und das Hamburger Abendblatt. 2017 berichtete die Stuttgarter Zeitung. Über die Preisträger des Jahres 2019 berichtete Der Standard. Die Preisträger des Jahres 2024 riefen mediales Echo bei Standard, ORF, Futurezone, vienna.at, Kurier, Oberösterreichischen Nachrichten, Salzburger Nachrichten und News hervor.